# Specielle One Piece-udtryk
Dette er en liste over alle udtryk, som kun forekommer i One Piece.

## All Blue
Et mystisk, legendarisk hav; det siges at være det eneste sted i verden, hvor North, South, West og East Blue mødes. I dette legendariske hav skulle der være fisk fra alle have. Det siges, at All Blue findes ved Grand Line. Sanji stræber efter at finde dette drømmehav.

## Dubloner
Dubloner er valutaen i One Piece; man ser næsten kun sedler, men der findes mønter. 

## Davy Back Fight
En serie af konkurrencer, hvor man satser sit mandskab eller sit flag.

## Dials
Dials kommer fra Skypia (og muligvis også på andre sky/himmel øer)og er skaller i forskellige størrelser fra muslingerne og sneglene, der lever ved himmeløerne. De kan absorbere og udgive ting som lyd, lys, stød, vand mm. De fleste bliver brugt til dagligdags ting som lamper, komfurer, båndoptagere o.l. Andre har mere kampmæssige formål, så som at opsuge lugte, forstærke maskiner og modstå angreb og kaste dem tilbage på modstanderen. Så længe skallen ikke er skadet, kan en dial blive brugt så godt som for evigt, men der er få dials, som ikke virker i det blå hav. I Skypia er de de mest brugte våben i krig, og undervurderer man dem kan man risikere at dø. Usopp får fat i en del Dials, som han bruger senere i serien.
- Breath-dial: Producerer et vindstød. De store forstærker køretøjer som waveren. De mindre kan blive sat fast på fodtøj til at rejse hurtigere.
- Jet-dial: Minder meget om Breath-dialen, men accelerer meget hurtigere. Væsnet, hvis skal den kommer fra, er uddødt i dag, så de er temmelig svære at få fat i.
- Heat-dial: Producerer varme. Kan bruges til at lave mad med og opvarme våben.
- Tone-dial: Kan optage lyde og afspille dem.
- Milky-dial: Producerer et spor af skyer, som kan drive køretøjer frem og skyde en op i luften.
- Flavor-dial: Kan opbevare lugte, aromaer og gas.
- Axe-dial: En dial, der ikke hører hjemme i Skypia og kun bruges af Enels underordnede. Kan absorbere og udstøde sværdhug o.l.
- Impact-dial: Absorberer stødet fra et slag eller lignende. Man kan derefter udlade den absorberede energi. Bruges næsten udelukkende i kamp, hvor man sætter den fast på hånden med bandager, på en handske o.l.
- Reject-dial: En ekstremt sjælden dial. Den fungerer ligesom en Impact-dial, bortset fra, at den giver skaden 10 gange igen. Den er dødelig både for brugeren og offeret.
- Flash-dial: Absorberer lys, og udsender det i et meget skarpt og lynhurtigt lysglimt. Bruges i kamp til at blænde modstanderen.
- Flame-dial: Producerer og udsender flammer.
- Vision-dial: Absorberer billeder og gengiver dem som fotografier.
- Ball-dial: Denne dial frigør et pust af sky som kan formes til en kugle.
- Water-dial: Den er ikke vist men den skulle være i stand til at oplagrer og udløse vand.
- Lamp-dial: Absorberer lys, og afgiver det i længerer tid og i knap så blindende mængder som flash-dial.

## Doskoi Panda
Et mærke, som viser sig mange steder i One Piece ligesom Pandaman. I følge Oda er det et ekstremt populært tøjmærke fra East Blue.

## Extol
Valutaen i Skypia. Der går 10.000 Extol på en Dublon.

## Fiskemennesker
Væsner fra Fiskemenneskernes ø. De ligner en krydsning mellem et menneske og et væsen fra havet (indtil videre set savhaj, rokke, blæksprutte, malle og ål). De er dobbelt så stærke som mennesker på land og ti gange stærkere under vandet. Et typisk fiskemenneske betragter alle mennesket som en laverestående, svag art. 
Selvom fiskemennesker ligner fisk, er de stadig pattedyr og føder levende unger.

## Kæmper
Kæmper er meget større end normale mennesker og bygninger. De mest kendte kæmper er dem fra Elban. Elban-kæmperne har utrolig meget krigerstolthed og opgør alt med en kamp et andet sted på havet. Elban-kæmperne er sandsynligvis baseret på vikingerne. De er utrolig stærke, og intet normalt menneske kan hamle op med dem. De eneste kendte indtil videre er Boogey & Woogey.

## Logpas
En kompaslignende opfindelse.

### Funktioner og brug
Pga. de mærkelige magnetstrømme på Grand Line fungerer normale kompasser ikke. Derfor opfandt man logpasset. Logpasset tilpasser sig ethvert magnetfelt, den er ved, og når den står stille, begynder den at pege mod næste ø på Grand Line. Hver ø har et bestemt antal tid, den skal bruge på at indstille logpasset. F.eks. tager det syv dage i Water 7 og et helt år på Little Garden.

### Eternalpas
En anden kompaslignende indretning, som altid peger mod en bestemt ø overalt i verden. Det bliver mest brugt af folk, som har en hjemby på Grand Line, og marinen.

## Maxim
En gigantisk flyvende ark bygget af Enel og hans underordnede. Den har et ansigt foran lavet af guld fra Shandora. Den kan kun styres af Enels elektricitet og har mange funktioner som Axe-dials på siden og vandtanke.

## One Piece
En legendarisk skat, som ingen kender værdien på. Den er skjult et sted på Grand Line af den tidligere sørøverkonge Gold Roger. Man kender heller ikke dens indhold.

## Sørøverkongen
Titlen på den mest magtfulde levende pirat, der samtidig er ejer af One Piece. Gold Roger besad denne titel indtil for 22 år siden; nu ønsker mange pirater den; Monkey D. Ruffy er en af dem. Pt. er Whitebeard tættest på at blive sørøverkongen, men mange tror, at Ruffy vil blive det.

## Pluton
Et oldgammelt våben, som skjuler sig i Alabasta. Placeringen kan findes på Poneglyffen. Crocodile søgte efter det, da det skulle kunne fjerne en ø fra jordens overflade og give ham meget magt.

## Poneglyfferne
Spredt rundt i verden er store stenblokke kaldet poneglyfferne. På dem står et budskab om noget for længst glemt af oldgamle skrifttegn skrevet. To af dem skriver om oldgamle våben, kaldet Pluton og Poseidon. Der findes to typer poneglyffen; dem der har informationer, og dem der viser vej til dem. Nico Robins drøm er at finde og læse Rio-poneglyffen. Gold Roger kunne også læse poneglyffer.

### Alabastas poneglyf
Her står noget om det oldgamle våben Pluton, og denne poneglyf er placeret i de gamle kongegrave. Alabastas kongefamilie har vogtet den i århundrerer. 

### Shandora-poneglyffen
I Skypia, hvor denne poneglyf er placeret, opdagede Robin, at der findes to typer poneglyffer. Denne poneglyf ligger ved den gyldne klokke og fortæller om våbnet Poseidon. Gold Roger har læst denne poneglyf og efterlod en meddelelse, der skulle opmuntre alle til at søge videre efter den sande historie. Shandianerne har vogtet den i århundrerer.

### Rio-poneglyffen
Denne poneglyf skulle fortælle ¨den sande historie¨. Det kunne tyde på, at den befinder sig på Raftel. Den skulle også være en ¨nøgle¨ til alle de andre poneglyffer.

## Poseidon
Et oldgammelt våben ligesom Pluton. Intet vides dog om det.

## Havsten
Havsten er en naturligt forekommende (men sjælden) substans, der kan negatere djævlekræfter. Man bruger bl.a. havsten til bure, net etc.
Smoker hentydede til, at den udsender samme samme energi som havet. Den kan kun svække en person med djævlekræfter, hvis den kommer i direkte kontakt med vedkommende. Så dræner den vedkommendes krop for energi og gør vedkommende ude af stand til at bruge sine djævlekræfter.

## Havtog
Et damplokomotiv kaldet Puffing Tom, som bevæger sig via skinner på havet. Den rejser mellem Water 7, Skt. Popla, Pucci og San Faldo.

## Himmelmennesker
Himmelmennesker er mennesker, som kommer fra Skypia og lever på Angel Island og andre himmeløer. De er ikke aggressive og lever et fredeligt hverdagsliv. De bruger Dials som lamper, fjernsyn, komfurer o.l. De har, ligesom Shandianerne, vinger på ryggen. Noget af deres hår er også formet som insektantenner. De hilser på hinanden ved at sige navle, mens de sætter hånden mod hovedet og stikker to fingre op.

## Vearth
Dette er, hvad himmelmenneskerne kalder almindeligt jord. Det er meget sjældent i Skypia, og derfor ses det næsten som guddommeligt.

## Waver
En lille fartøj fra Skypia. Den ligner en lille båd, men har et håndtag, et forhjul og en Breath-dial sat fast bagpå som motor. Der kan normalt højst være to på en. Nami har en særdeles hurtig waver, fordi den bruger en Jet-Dial.
Der findes også Waver-skøjter (små metalskøjter med Breath-dials på hver side) til at løbe, og Waver-ski (snowboards med Breath-dials på hver side).